# Фрументий Аксумский
Фруме́нтий (Фруме́нций, геэз ፍሬምናጦስ, frēmnāṭōs) — святой православной, католической и эфиопской церкви, первый епископ Аксума. 
Принёс христианство в Эфиопию, и считается её просветителем. 
Память святителя Фрументия в православной церкви — 30 ноября (13 декабря).

## Биография
Был финикийцем и родился в Тире, был учеником философа Меропия. Меропий взял Фрументия и Эдезия, ещё одного ученика, в путешествие. Они добрались до Эфиопии. У моряков произошла ссора с местными жителями, и всю команду и пассажиров перебили, лишь Фрументий и Эдезий спаслись благодаря тому, что их не было на месте боя.
Фрументия и Эдезия обнаружили, и доставили к царскому двору в Аксум. Царю молодые люди понравились, и он сделал Эдезия чашником, а Фрументия, который был постарше, писцом. Умирая, царь освободил обоих, и Эдизий вернулся на родину, а Фрументий отправился в Александрию.
Афанасий Великий посвятил его в епископы, и он насадил христианство в Эфиопии.
До нас дошёл важный документ о святителе Фрументии — письмо императора Констанция к абиссинским царям Аизане и Сазане по поводу поставления его в епископы. Ревнитель арианства в империи предостерегает соседних владык против епископа, поставленного столпом православия, и советует послать его сначала на испытание к египетскому арианскому архиепископу Георгию. Это письмо, сохраненное св. Афанасием Великим в его «Апологии», относится к 357 — 358 годам. Император титулует эфиопских царей «братьями почтеннейшими» и, по-видимому, считает их если не христианами, то интересующимися делами церкви. Между тем язычество ещё долго держалось в стране, и только в конце V века уступило место христианству.
Абиссинцы (эфиопы) не имеют непосредственного предания о святителе Фрументии, их синаксари на день его памяти (26 хамлэ — 20 июля) — переделка его жития, составленного церковным историком Руфином. Фрументий называется у них Фременатос и «авва Салама» («отец мирный», чем подчеркивается характер христианства).